# Bloeddonorbrug
De Bloeddonorbrug (brug 701) is een vaste brug in Amsterdam Nieuw-West.
De betonnen brug is gelegen in de Johan Huizingalaan en overspant de Slotervaart. De brug is gebouwd naar een ontwerp van Dick Slebos, destijds architect bij Publieke Werken. Hij ontwierp brug in de stijl van het nieuwe bouwen. De brug dateert uit 1956 en was de eerste brug in Slotervaart.
De naam dateert uit 2017. De gemeente Amsterdam had in 2016 een inschrijfmogelijkheid gecreëerd voor het geven van namen aan dan naamloze bruggen. Het verzoek om deze brug op te dragen aan bloeddonoren werd ingewilligd op basis van:
- de Amsterdamse Sanquin-bloedbank is gelegen aan de Plesmanlaan
- de Henri Dunantstraat, vernoemd naar de oprichter van het Internationale Rode Kruis Henri Dunant ligt ook in de buurt.

De brug is sinds 2008 een gemeentelijk monument.
<<< · 700 · 701 · 702 · 703 · 704 · 705 · 706 · 707 · 708 · 709 · 710 · 711 · 712 · 713 · 714 · 715 · 716 · 717 · 718 · 719 · 720 · 721 · 722 · 725 · 726 · 729 · 730-738 · 739 · 740 · 741 · 742 · 743 · 744 · 745 · 746 · 747 · 748 · 749 · 751 · 752 · 753 · 754 · 755 · 756 · 757 · 758 · 759 · 760 · 761 · 762 · 763 · 764 · 765 · 766 · 767 · 768 · 769 · 770 · 771 · 772 · 773 · 775 · 776 · 777 · 778 · 779 · 780 · 781 · 782 · 783 · 784 · 786 · 787 · 788 · 789 · 790 · 791 · 792 · 793 · 794 · 795 · 797 · >>>
Brugnummers  723, 724, 727, 728, 750, 774, 785, 796 (niet gerealiseerde brug over de Slotervaart), 798 en 799 zijn niet vergeven.